# Melissa Leo
Melissa Chessington Leo (* 14. září 1960 New York, Spojené státy americké) je americká herečka. V osmdesátých letech se objevovala v menších rolích v televizních seriálech a filmech. Její průlomovou rolí byla Kay Howard v televizním seriálu Zločin v ulicích. Předtím se také objevila ve vedlejšch rolích v seriálech All My Children a Mladí jezdci.
Po několika filmových rolích, v roce 2008 získala úspěch u kritiků a celonárodní pozornost za roli Ray Eddy ve snímku Zamrzlá řeka a byla nominována na Oscara. Její další velmi významnou rolí je Alice Ward ve filmu Fighter, za kterou získala mnoho cen, včetně Zlatého glóbu a Oscara pro nejlepší herečku ve vedlejší roli.

## Životopis
Narodila se na Manhattanu v New Yorku a své dětství strávila na Lower East Side. Její rodiče jsou učitelka Peggy (rozená Chessington) a tiskový mluvčí Arnold Leovi. Má bratra Erika. Její rodiče se rozvedli a s matkou se přestěhovala do Red Clover Commune v Putney ve Vermontu. Její prarodiče z matčiny strany jsou Frances (rozená Stone, 1917–2008) a James Chessingtonovi. Její prarodiče z otcovy strany byli Elinore (rozená Wellington, 1914–2008) a Arnold Leo II. Její strýc byl novinář Roger Leo (1947–2011) a její teta je historička umění Christine Leo Roussel.
S herectvím začala již v dětském věku, když vystupovala s divadelní společností Bread and Puppet Theater Company. Navštěvovala střední školu Bellow Falls ve Vermontu a studovala herectví na Mountview Academy of Theatre Arts v Londýně a SUNY Purchase, ale školu nedokončila, protože se rozhodla odjet do New Yorku a chodit na herecké konkurzy. Žije trvale v Stone Ridge v New Yorku. Má syna Johna Jacka Matthewa (* 1987) s hercem Jonhnem Heardem a později adoptovala dalšího syna, Adama (* 1984).

## Filmografie
| Rok  | Název                                 | Role                     | Poznámky             |
| ---- | ------------------------------------- | ------------------------ | -------------------- |
| 1984 | All My Children                       | Linda Warner             |                      |
| 1985 | Always                                | Peggy                    |                      |
| 1985 | Streetwalkin'                         | Cookie                   |                      |
| 1985 | Mlčící svědek                         | Patti Mullen             | Televizní film       |
| 1986 | Pohádky na dobrou smrt                | Judith „MaMa“ Baer       |                      |
| 1988 | A Time of Destiny                     | Josie Larraneta          |                      |
| 1989 | Mladí jezdci                          | Emma Shannon             | Televizní seriál     |
| 1989 | Nasty Boys                            | Katie Morrisey           | Televizní seriál     |
| 1990 | Nevěsta v černém                      | Mary Margaret            | Televizní seriál     |
| 1991 | Carolina Skeletons                    | Cassie                   | Televizní seriál     |
| 1992 | Immaculate Conception                 | Hannah                   |                      |
| 1992 | Venice                                | Peggy                    |                      |
| 1993 | Malá pistolnice Jo                    | Beatrice Grey            |                      |
| 1993 | Zločin v ulicích                      | Kay Howard               | Televizní seriál     |
| 1994 | Garden                                | Elizabeth                |                      |
| 1995 | Last Summer in the Hamptons           | Trish                    |                      |
| 1995 | In the Line of Duty: Hunt for Justice | Carol Manning            | Televizní film       |
| 1997 | Under the Bridge                      | Kathy                    |                      |
| 1999 | The 24 Hour Woman                     | Dr. Suzanne Pincus       |                      |
| 1999 | Code of Ethics                        | Jo DeAngelo              |                      |
| 2000 | Homicide: The Movie                   | Kay Howard               | Televizní film       |
| 2000 | Fear of Fiction                       | Sigrid Anderssen         |                      |
| 2003 | 21 gramů                              | Marianne Jordan          |                      |
| 2004 | First Breath                          | Waxman                   |                      |
| 2004 | From Other Worlds                     | Miriam                   |                      |
| 2005 | Hra na schovávanou                    | Laura                    |                      |
| 2005 | Runaway                               | Lisa Adler               |                      |
| 2005 | No Shoulder                           | Ruth                     |                      |
| 2005 | Patch                                 | Maelynn                  |                      |
| 2005 | Tři pohřby                            | Rachel                   |                      |
| 2005 | Americká zbraň                        | Louise                   |                      |
| 2005 | Confess                               | Agnes Lessor             |                      |
| 2006 | Stephanie Daley                       | Miri                     |                      |
| 2006 | The Limbo Room                        | KC Collins               |                      |
| 2006 | Hollywood Dreams                      | teta Bee                 |                      |
| 2006 | The House is Burning                  | paní Millerová           |                      |
| 2006 | Falling Objects                       | Helga                    |                      |
| 2007 | Bomb                                  | Sharon                   |                      |
| 2007 | Midnight Son                          | Rita                     |                      |
| 2007 | Špinaví Irové                         | Margaret McKay           |                      |
| 2007 | The Cake Eaters                       | Ceci                     |                      |
| 2007 | Racing Daylight                       | Sadie Stokes/Anna Stokes |                      |
| 2007 | I Believe in America                  | Soto                     |                      |
| 2007 | Pan tělocvikář                        | Sally Jansen             |                      |
| 2007 | One Night                             | Wendy                    |                      |
| 2008 | Zamrzlá řeka                          | Ray Eddy                 |                      |
| 2008 | Vraždy podle abecedy                  | Kathy Walsh              |                      |
| 2008 | Lullaby                               | Stephanie                |                      |
| 2008 | Night of the Living Jews              | zombie židovské matky    | Nízkorozpočtový film |
| 2008 | Santa Mesa                            | Maggie                   |                      |
| 2008 | Ball Don't Lie                        | Georgia                  |                      |
| 2008 | This is a Story About Ted and Alice   | Alice                    |                      |
| 2008 | Oprávněné vraždy                      | Cheryl Brooks            |                      |
| 2009 | Greta                                 | Karen                    |                      |
| 2009 | Stephanie's Image                     | Stephanie                |                      |
| 2009 | True Adolescents                      | Sharon                   |                      |
| 2009 | Veronika se rozhodla zemřít           | Mari                     |                      |
| 2009 | Milý deníčku                          | Paní Howardová           |                      |
| 2009 | Don McKay                             | Marie                    |                      |
| 2009 | Všichni jsou v pohodě                 | Colleen                  |                      |
| 2010 | Treme                                 | Toni Bernette            |                      |
| 2010 | Svět podle Mallory                    | paní Lois Riley          |                      |
| 2010 | The Dry Land                          | Martha                   |                      |
| 2010 | The Space Between                     | Montine                  |                      |
| 2010 | Fighter                               | Alice Ward               |                      |
| 2010 | Odsouzení                             | Nancy Taylor             |                      |
| 2011 | Krvavý stát                           | Sarah Cooper             |                      |
| 2012 | Let                                   | Ellen Block              |                      |
| 2012 | Predisposed                           | Penny Bloom              |                      |
| 2013 | Pád Bílého domu                       | Ruth McMillan            |                      |
| 2013 | Nevědomí                              | Sally                    |                      |
| 2013 | Zmizení                               | Holly Jones              |                      |
| 2013 | Pět příběhů šílenství                 | Robin                    |                      |
| 2013 | Charlie musí zemřít                   | Charlieho matka          |                      |
| 2014 | The Angriest Man in Brooklyn          | Bette Altmann            |                      |
| 2014 | Equalizer                             | Susan Plummer            |                      |
| 2015 | Sázka na nejistotu                    | Georgia Hale             |                      |
| 2016 | Snowden                               | Laura Poitras            |                      |
| 2016 | The Fixer                             | Gloria                   |                      |
| 2016 | Pád Londýna                           | Ruth McMillan            |                      |
| 2017 | Novitiate                             | reverend Mother          |                      |
| 2017 | Most Hated Woman in America           | Madalyn Murray O'Hair    |                      |

### Televize
| Rok              | Název                            | Role                                     | Poznámky                                                          |
| ---------------- | -------------------------------- | ---------------------------------------- | ----------------------------------------------------------------- |
| 1985             | The Equalizer                    | Irina Dzershinsky                        | Epizoda: „The Defector“                                           |
| 1987             | Spenser: For Hire                | Mary Hamilton                            | Epizoda: „Mary Hamilton“                                          |
| 1988             | Miami Vice                       | Kathleen Gilfords                        | Epizoda: „Bad Timing“                                             |
| 1989             | Gideon Oliver                    | Rebecca Hecht                            | Epizoda: „Kennonite“                                              |
| 1993, 2002, 2008 | Právo a pořádek                  | Alice Sutton/Sherri Quinn/Donna Cheponis | Epizody: „Sweeps“, „Who Let the Dogs Out?“ a „Personae Non Grata“ |
| 1994             | Scarlett                         | Suellen O'Hara Benteen                   | Televizní minisérie                                               |
| 1998             | Legacy                           | Emma Bradford                            | Epizody: „Emma“ a „The Search Party“                              |
| 2004             | Veronica Mars                    | Julia Smith                              | Epizoda: „Meet John Smith“                                        |
| 2004             | Kriminálka Las Vegas             | Sybil Perez                              | Epizoda: „Harvest“                                                |
| 2005             | Zákon a pořádek: Zločinné úmysly | Maureen Curtis                           | Epizoda: „The Good Child“                                         |
| 2005             | Láska je Láska                   | Winnie Mann                              | Epizody: „Luminous“, „Loyal“ a „Lacuna“                           |
| 2006             | Žralok                           | Elizabeth Rourke                         | Epizoda: „Pilot“                                                  |
| 2007             | Myšlenky zločince                | Georgia Davis                            | Epizoda: „No Way Out“                                             |
| 2007             | Odložené případy                 | Tayna Raymes                             | Epizoda: „Thrill Kill“                                            |
| 2011             | Mildred Pierceová                | Lucy Gessler                             | Televizní minisérie                                               |
| 2012             | Rozvedený se závazky             | Laurie                                   | Epizoda: „Telling Jokes/Set Up“                                   |
| 2015–2016        | Městečko Pines                   | zdravotní sestra Pam                     | 10 epizod                                                         |
| 2016             | Broad City                       | Lori                                     | 1 díl                                                             |
| 2016             | Nástupce                         | Lady Bird Johnsonová                     | televizní film                                                    |
| 2020             | Bludné kruhy                     | Concettina Ipolita Tempesta Birdsey      | Televizní minisérie                                               |